# Diecezja Balangi
Diecezja Balangi (łac. Diœcesis Balangensis) – diecezja rzymskokatolicka na Filipinach, z siedzibą w Balandze. Powstała w 1975 z terenu diecezji San Fernando.

## Główne świątynie
- Katedra: Katedra św. Józefa w Balandze
- Bazylika mniejsza: Bazylika Matki Bożej Królowej Różańca Świętego w Orani

Ponadto na terenie diecezji znajduje się narodowe sanktuarium św. Jana Pawła II w Culis.

## Lista biskupów
- Celso Guevarra (1975–1998)
- Honesto Ongtioco (1998–2003)
- Socrates Villegas (2004–2009)
- Ruperto Santos (2010–2023)
- Rufino Sescon (od 2024)